# Свято-Іоанно Богословська церква (Северинівка)
Свято-Іоанно Богословська церква — православна церква, розташована недалеко від автобусної зупинки в селі Северинівка Березівського району Одеської області. Пам'ятка архітектури місцевого значення, об'єкт культурної спадщини України.

## Історія
З 1800 році ці землі перебували у власності графа Северина Потоцького, представника бічної гілки знаменитої династії польських магнатів. За порівняно короткий термін село стає великим квітучим населеним пунктом. Будівництво церкви почалося в 1800 році. Як зазначено на охоронній табличці, будівництво церкви було завершено у 1806 році. Однак, в праці «Історико-хронологічні описи церков єпархії Херсонської та Таврійської» дата спорудження цієї церкви — 1805 рік. Натомість у документах Херсонської духовної консисторії збережено дещо інші часові рамки побудови храму, а саме від 05 грудня 1800 року до 17 липня 1803 року (Фонд 37, опис 1, № 625).

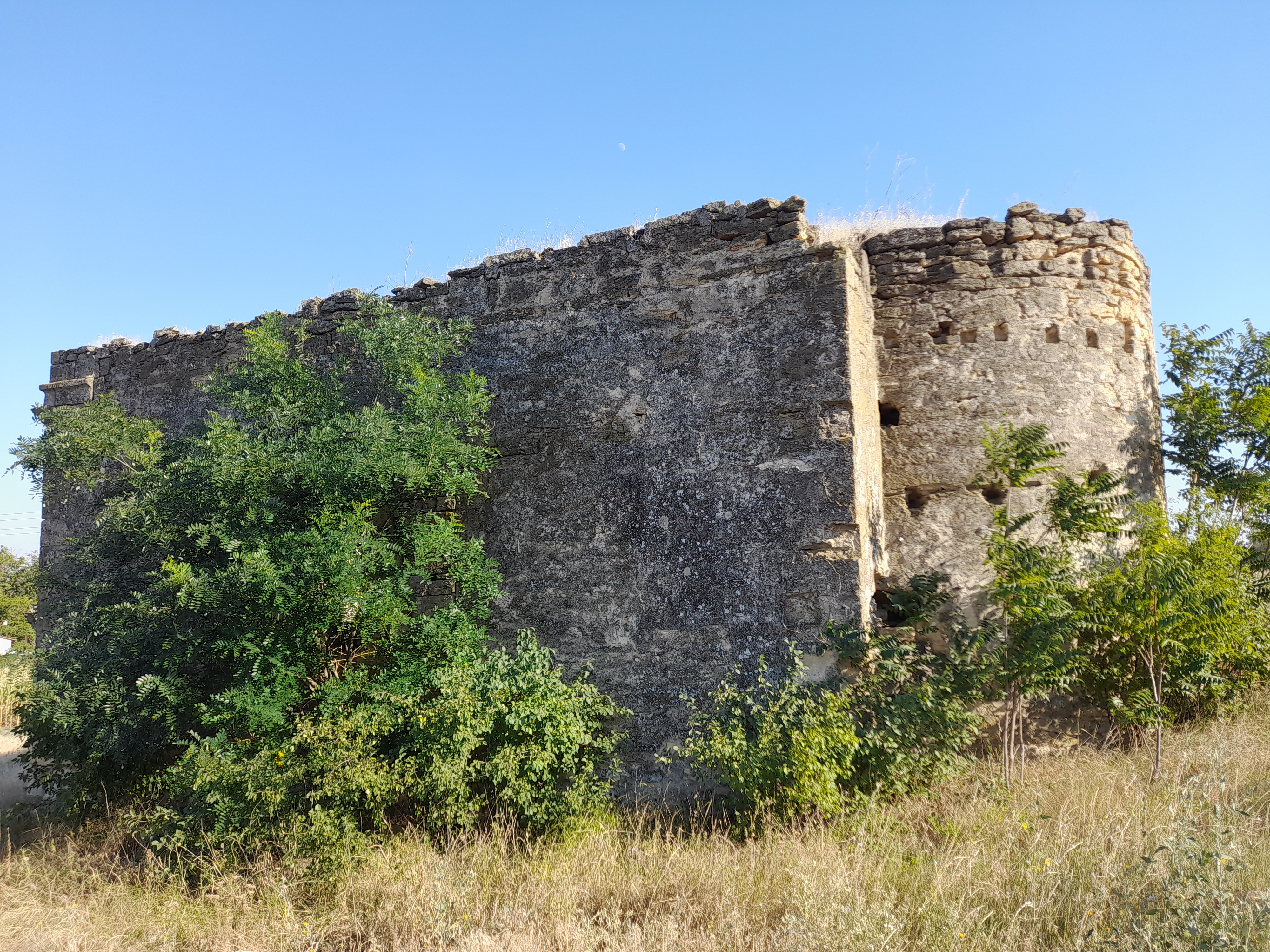
Руїни костелу Св. Северина на покинутому цвинтарі

Близько кілометра від православної церкви — руїни костелу Святого Северина, спорудженого за рахунок Северина Потоцького в 1800 році, в 1801-му був освячений єпископом М. Сераковським.
Збереглися відомості, що неподалік від костелу знаходилася синагога. На місці синагоги і зовсім залишився пустир. Зі слів місцевих мешканців її стіни розібрали пару десятків років тому. За даними перепису, в Северинівці проживало 234 людини юдейського віросповідання, так що будівля синагоги виявляється цілком доречною. Місцеві мешканці розповідають, що раніше в селі була ще й мечеть, але документи її існування не підтверджують.

## Опис
Церква зведена в класичному стилі. У церкві є багато старовинних ікон, у тому числі ікона Божої Матері «Касперівська». В жовтні 2012 поруч з церквою відбулося урочисте відкриття пам'ятника Северину Потоцькому. На території церкви є старовинні поховання, а також поховання часів Другої Світової війни. Вхідна арка церкви після реставрації розписана фресками.

## Галерея

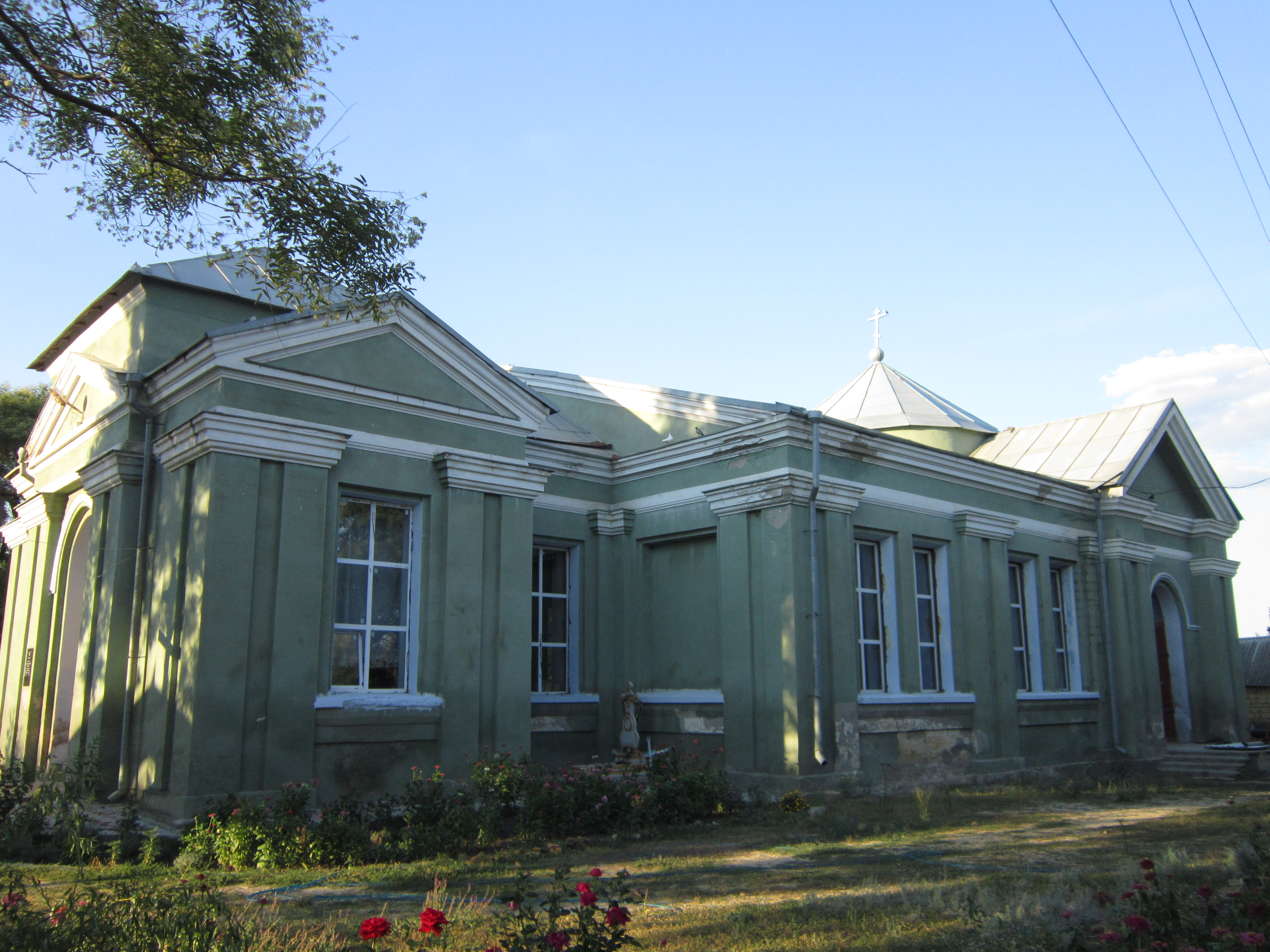
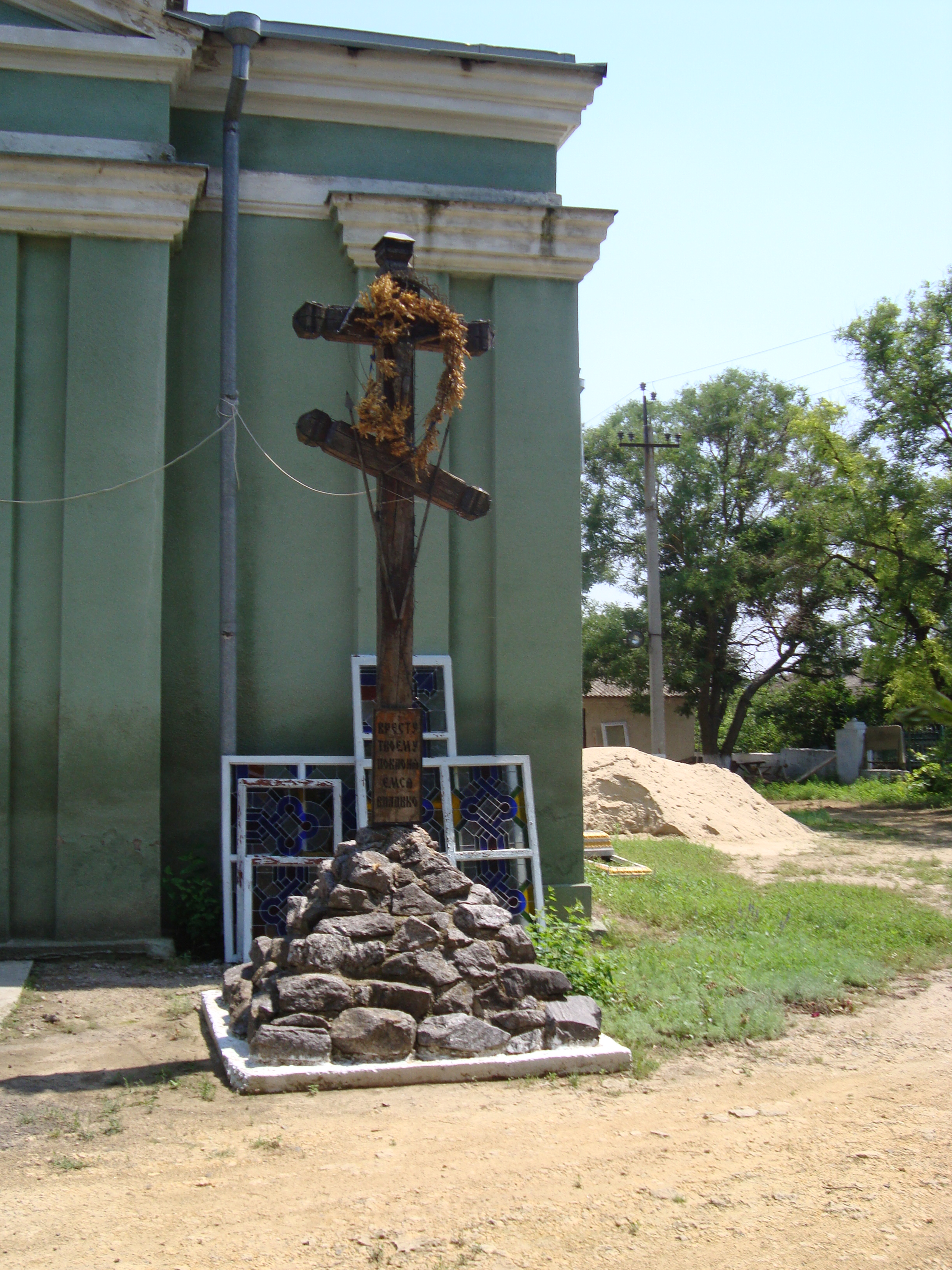
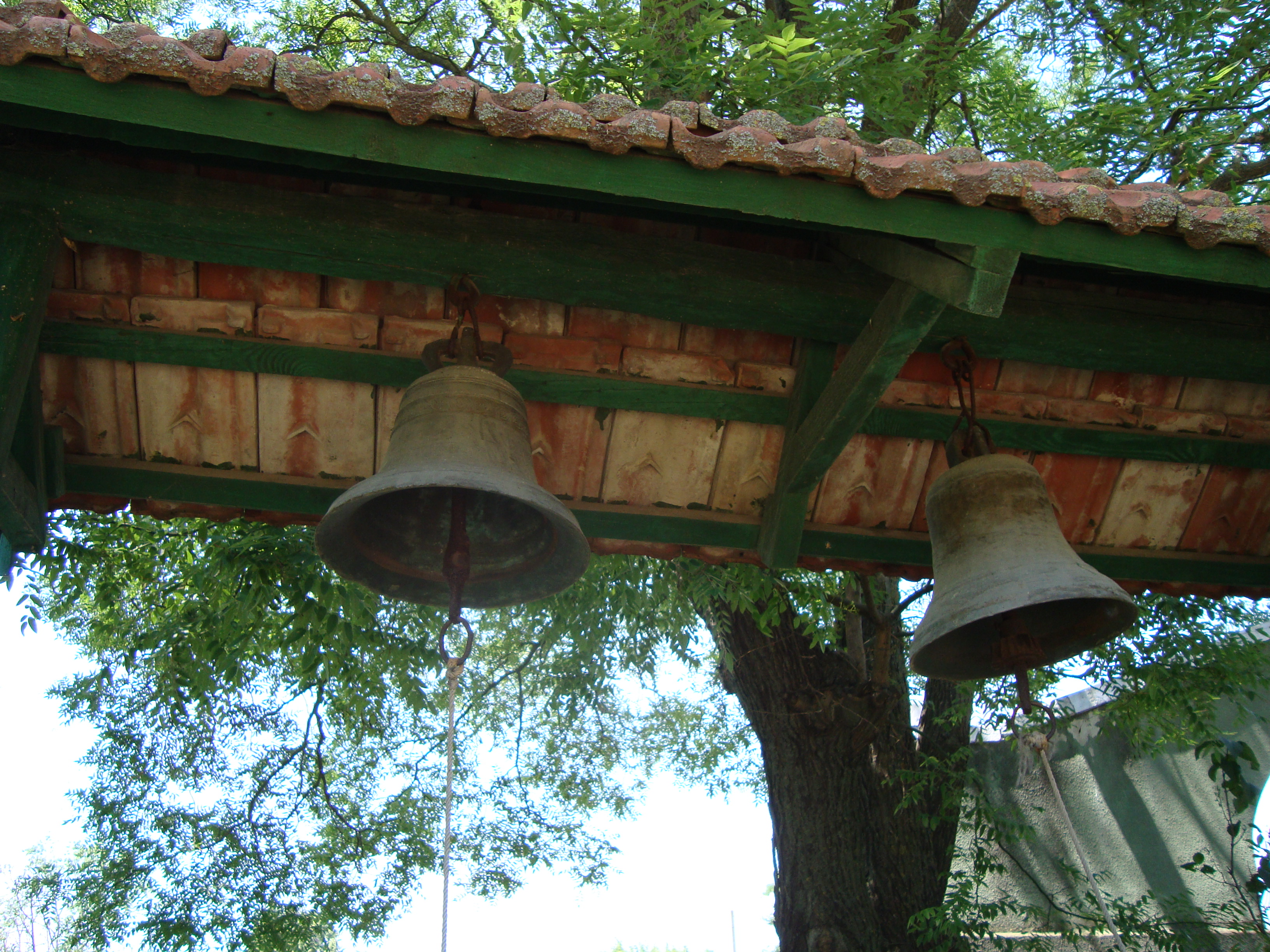
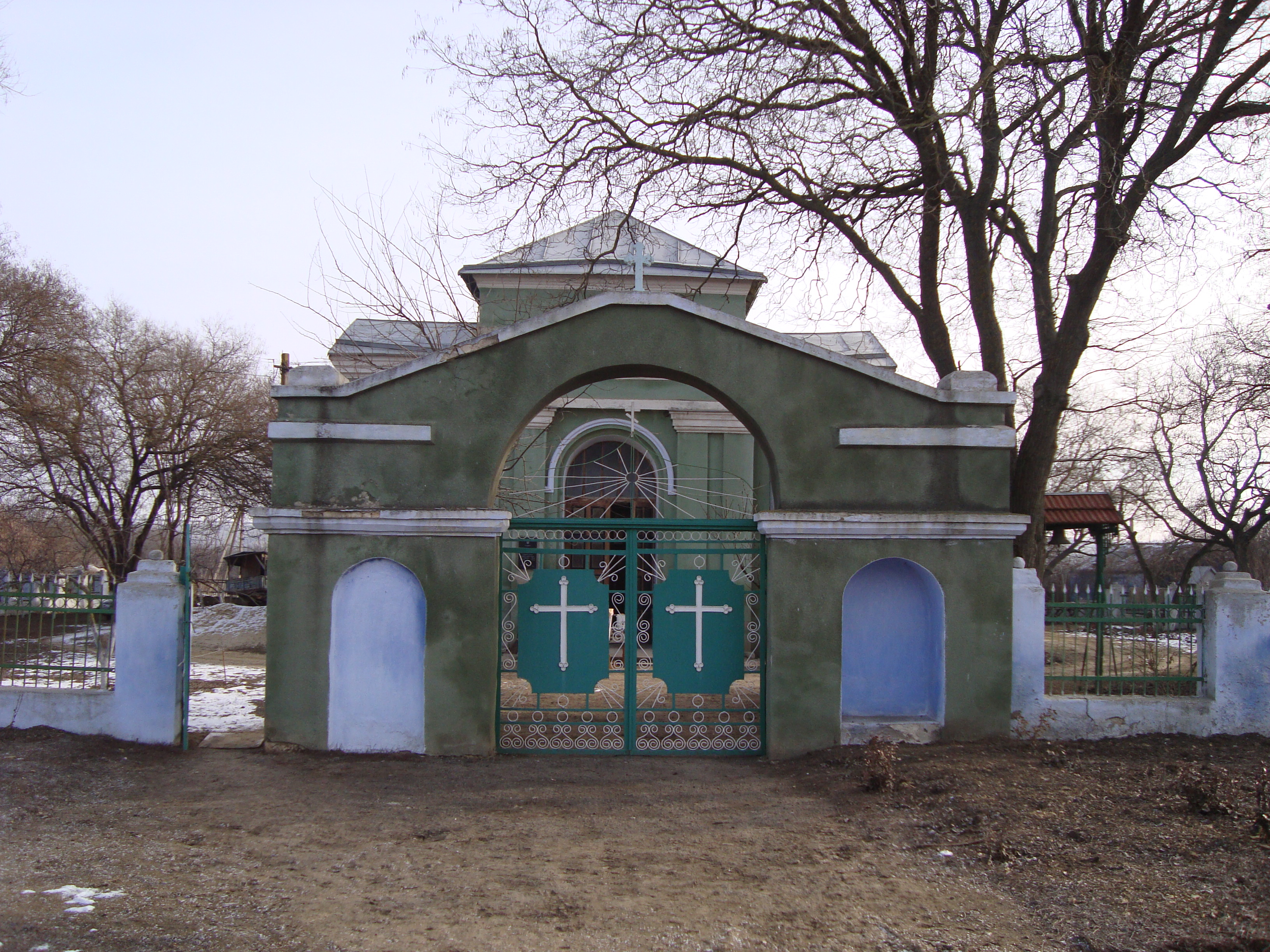
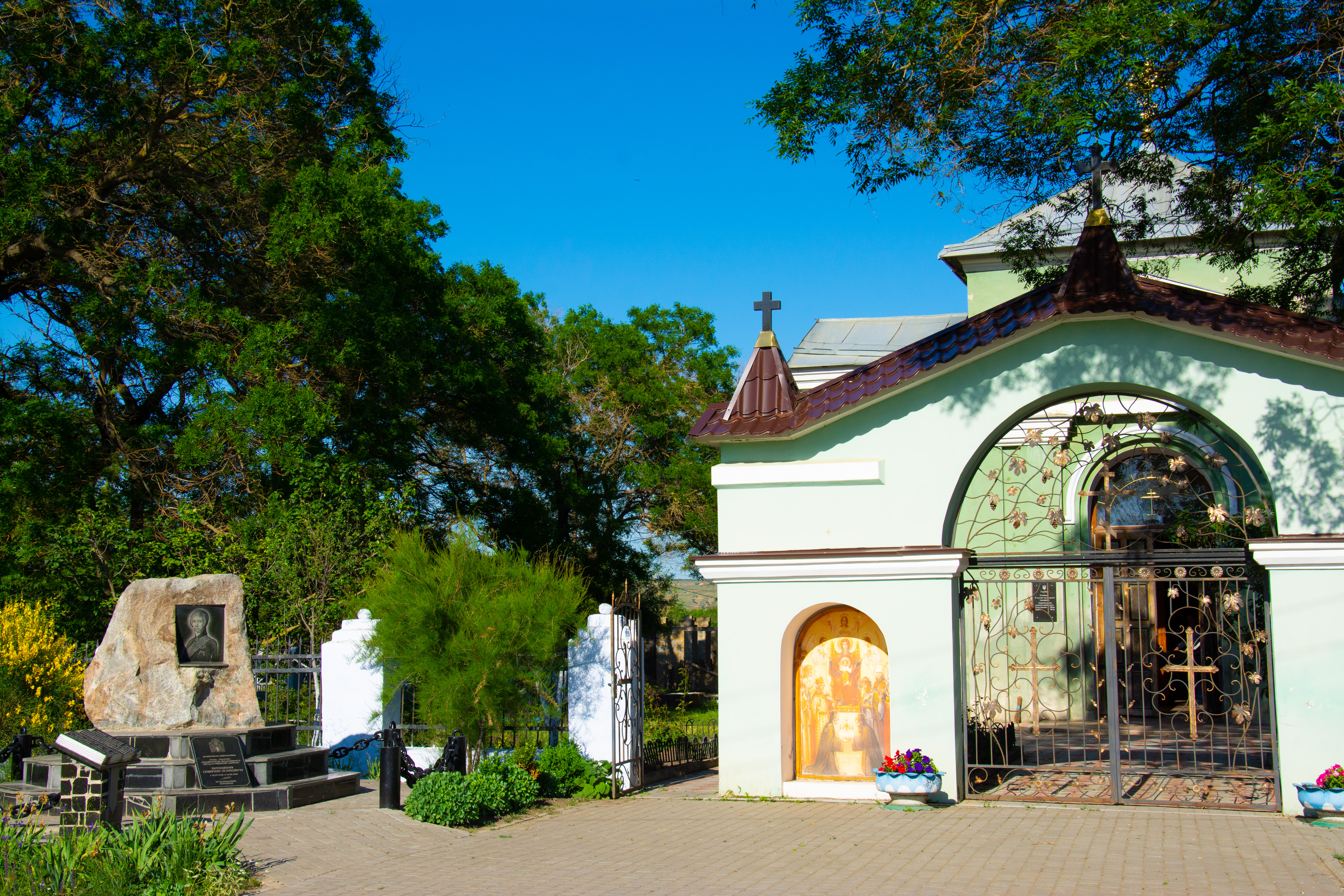
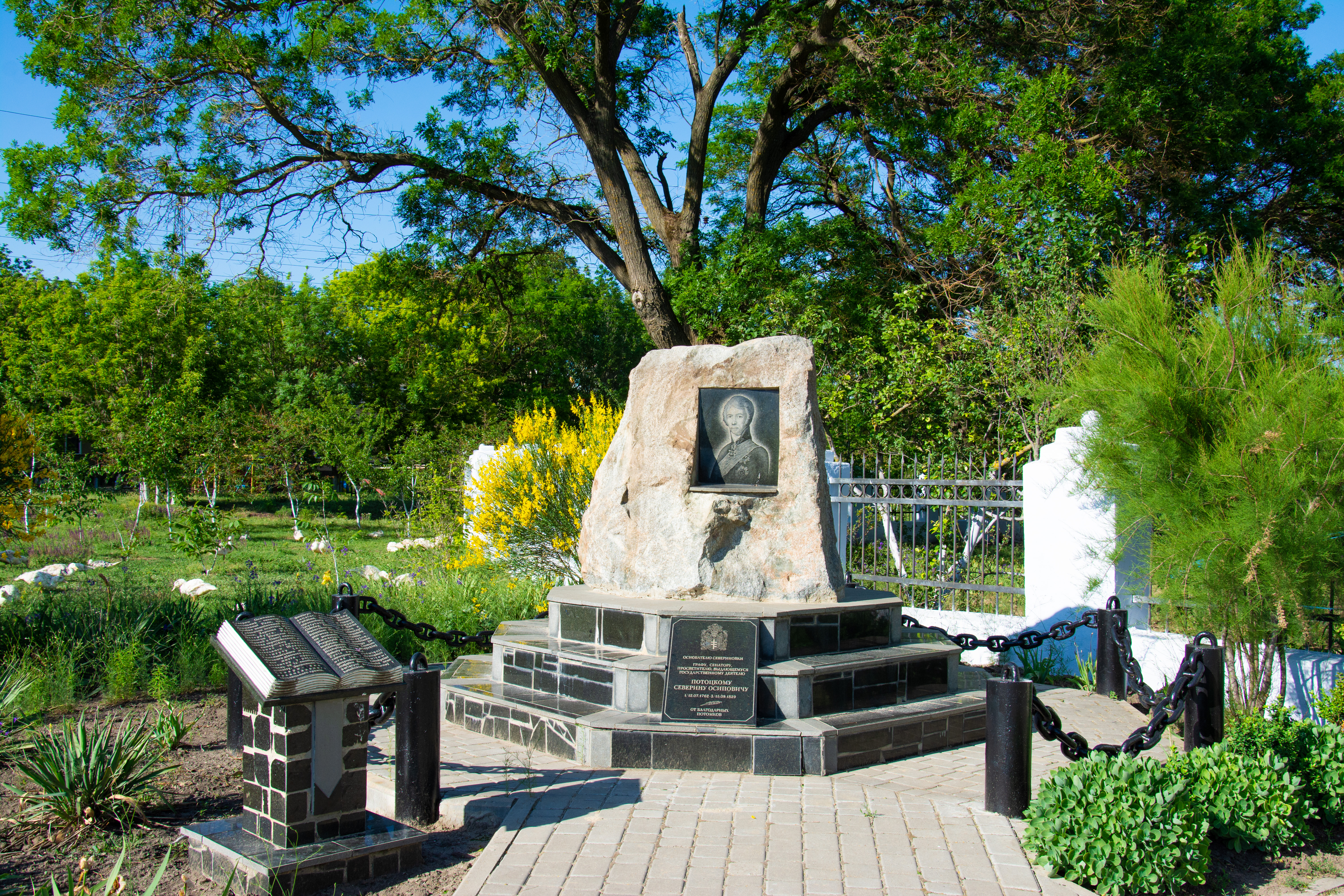
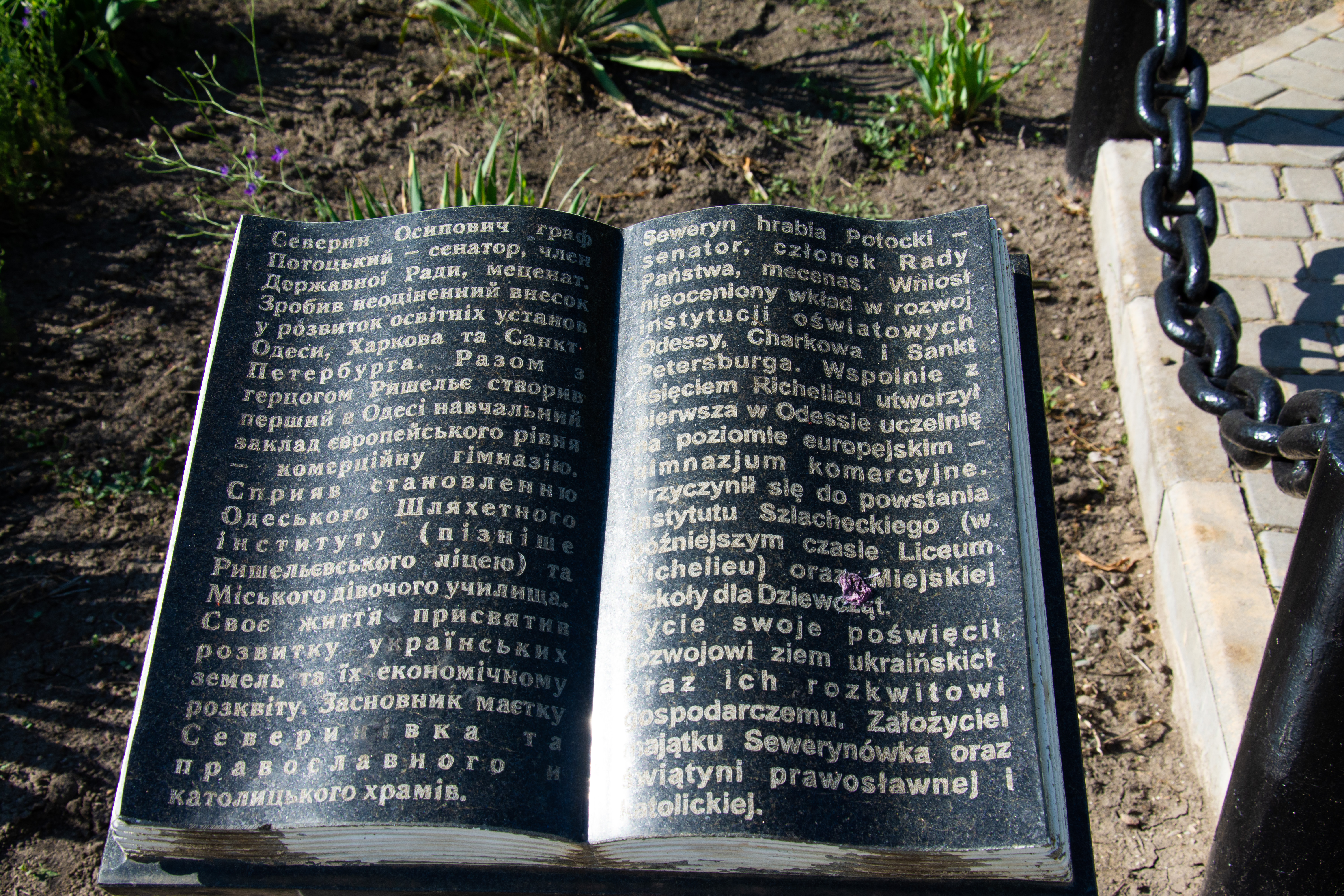
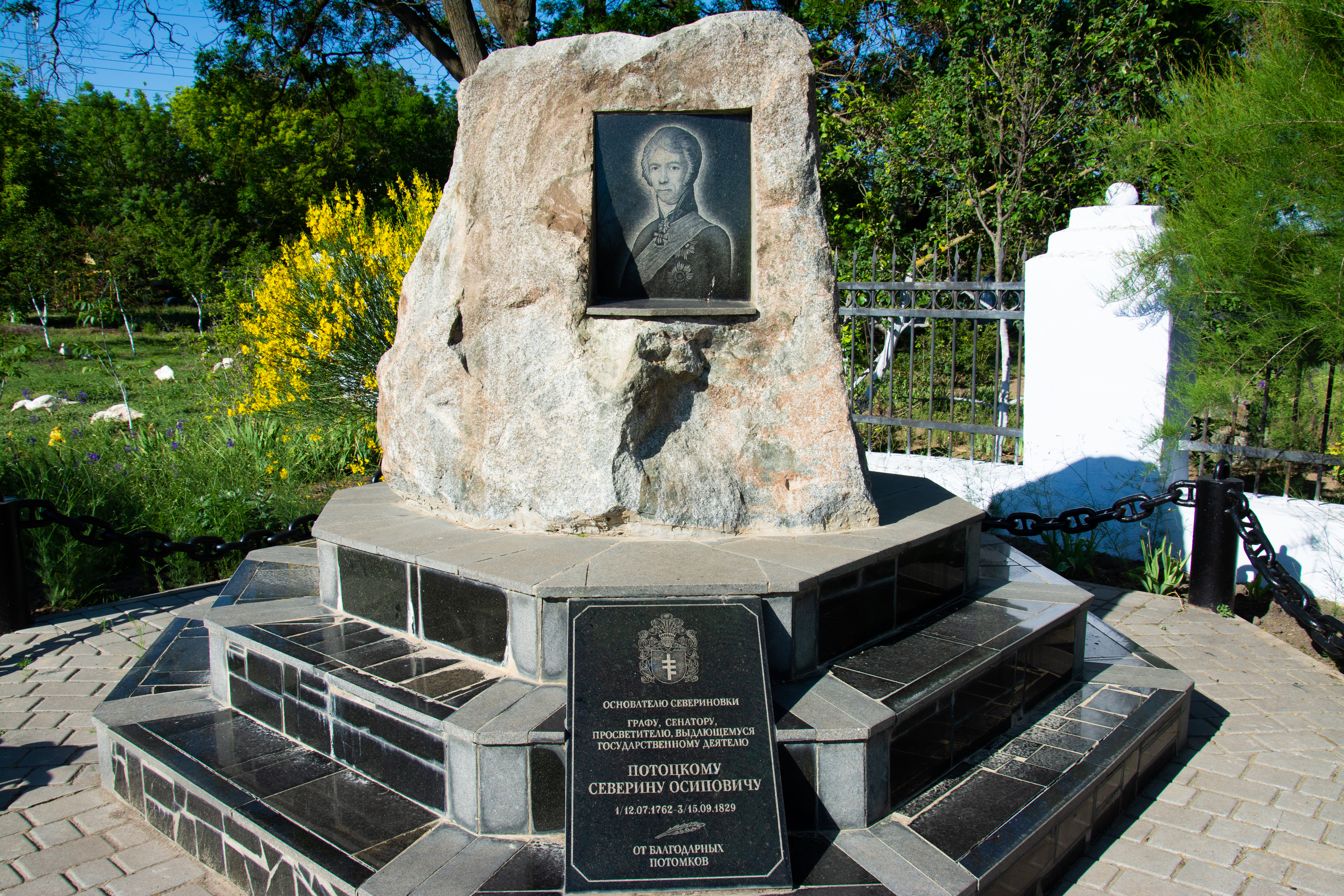